# Look Away
Look Away, originalmente intitulado Behind the Glass (bra: Não Olhe; prt: Não Olhes) é um filme de drama de terror psicológico canadense de 2018. Conta a história de Maria, uma aluna alienada do ensino médio cuja vida vira de cabeça para baixo quando ela troca de lugar com sua imagem sinistra no espelho. O filme foi escrito e dirigido por Assaf Bernstein e estrelado por India Eisley, Mira Sorvino e Jason Isaacs.

## História
Maria Brennan (India Eisley) é uma tímida pária social em sua escola, onde é constantemente intimidada por seus colegas liderados por seu colega de escola Mark (John C. MacDonald). Maria tem apenas uma amiga, Lily (Penelope Mitchell) a quem ela inveja, e por cujo namorado, Sean (Harrison Gilbertson) ela nutre uma paixão secreta. Em casa, Maria freqüentemente suprime suas emoções com seus pais: seu pai Dan (Jason Isaacs), um cirurgião plástico mulherengo e perfeccionista; e sua mãe Amy (Mira Sorvino), que sofre de depressão e finge estar alheia aos assuntos do marido.
Maria acidentalmente descobre uma ultrassonografia de um par de gêmeos e começa a ouvir vozes de seu reflexo no espelho, Airam, que é mais bonita, carismática e agressiva. Maria fica inicialmente assustada, mas eventualmente encontra consolo nas conversas empoderadoras de Airam, que a fazem confrontar seus pensamentos subconscientes e sentimentos íntimos. Depois de ser abandonada por Lily - que estava ciente dos sentimentos de Maria por Sean - e humilhada por Mark no baile, Maria concorda em trocar de lugar com Airam em troca da ajuda de Airam para resolver seus problemas.
Airam começa a se vingar das pessoas que prejudicaram Maria e assume o controle de todos os aspectos de sua vida com os quais ela estava infeliz. Ela atrai Mark para o chuveiro e quebra seu joelho, e faz com que Amy encontre a amante de seu marido como uma forma de forçá-la a reconhecer os casos de Dan e seu casamento superficial. Airam também pratica patinação artística secretamente e persegue Lily desconcertada pelo gelo, resultando na morte de Lily por esmagar seu crânio no pavimento. Ignorando os protestos e apelos de Maria (que agora está presa como a imagem no espelho de Airam), Airam começa a seduzir Sean, que eventualmente fica desconfiado e tenta ir embora, apenas para ser espancado até a morte por Airam.
Airam confronta Dan na clínica após o expediente, finge estar muito embriagada, se desnuda e exige saber se ele ainda a amaria se ela não fosse perfeita. Os espectadores são lembrados de uma cena anterior em que Dan se oferece para operar Maria para torná-la “perfeita”. É revelado que Maria tinha originalmente uma irmã gêmea (supostamente Airam neste momento), que foi sacrificada após o nascimento por Dan devido a suas deformidades físicas. Tendo obtido sua resposta, sim, Airam corta a garganta de Dan com um bisturi.
Airam agora não vê mais Maria em seu reflexo como ela era capaz anteriormente, deixando a platéia especular que Airam é na verdade uma manifestação do subconsciente de Maria e que as duas se uniram como uma, com Maria agora possuindo as características de Airam. Uma série de fotos espelhadas mostra Maria e Airam juntos com sua mãe reunidas como uma família, presumivelmente agora fundidos em uma.[carece de fontes?]

## Elenco
- India Eisley como Maria / Airam
- Mira Sorvino como Amy
- Jason Isaacs como Dan
- Penelope Mitchell como Lily
- Harrison Gilbertson como Sean

## Recepção

### Bilheteria
Look Away não arrrecadou nada nos Estados Unidos e Canadá, mas arrecadou US$ 1,1 milhão em outros territórios, mais US$ 13 765 com vendas de vídeos caseiros.

### Recepção crítica
O filme tem uma classificação de 17% no Rotten Tomatoes com base em 12 críticas, com uma classificação média de 4.54/10. Noel Murray do Los Angeles Times disse, "o ritmo estava muito lento e o clima muito sombrio".